# 波齿糖芥
波齿糖芥（学名：Erysimum macilentum）为十字花科糖芥属下的一种一年生草本。也称云南糖芥、波齿叶糖芥。生长在路边、山坡，海拔500米以上。分布于河北（北京）、云南。模式标本采自云南。